# 강정묵
강정묵(姜定默, 1996년 3월 21일 ~ )은 대한민국의 축구 선수로, 포지션은 골키퍼이다. 현재 전남 드래곤즈 소속이다.

## 어린 시절
강정묵은 2015년 단국대학교 축구부에 입단하였다. U리그 2017 추계대학연맹전 결승전에서 울산대학교 축구부와의 경기에 출장하여 승리를 거두어, 단국대가 35년만의 추계연맹전 우승에 공헌하였다. 대회 종료 이후, 추계연맹전 GK상을 수상하였다.

## 구단 경력
2017년 12월 12일 K리그 챌린지의 서울 이랜드 FC에 입단하였다. 3월 28일 고려대학교와의 FA컵 3라운드 경기에서 선발 출장하며, 서울 이랜드에서의 데뷔 무대를 가졌다.
2019 시즌 20라운드 아산 무궁화와의 원정 경기에서 선발 출전하며, 자신의 첫 K리그 경기를 치렀다. 해당 경기에서 3실점을 하며, 팀은 2:3으로 패배하였다.
2020 시즌 후, 서울 이랜드와 결별한 강정묵은 김천 상무 입대를 통해 K리그 경력을 이어가게 됐다.
2022년 12월 9일, 자유계약을 통해 서울 이랜드 FC로 돌아왔다.
2024년 1월, 천안 시티 FC로 이적했다.

## 수상

### 구단

#### 단국대학교
- U리그 추계대학연맹전 : 2017

### 개인

#### 단국대학교
- U리그 추계대학연맹전 GK상 : 2017